# Number Seven
Number Seven- A Post-Pythagorean Presentation is het zevende studioalbum van Phideaux, de Amerikaanse muziekgroep rond Phideaux Xavier.
Phideaux stond voor de moeilijke taak een waardig opvolger te maken van hun album Doomsday Afternoon. Dat album stond in de kringen van de progressieve rock hoog aangeschreven en werd door hen beschouwd als de doorbraak van de band. Het niet al te optimistische conceptalbum handelt over de belevenissen van een Dormouse, slaapmuis, door de geschiedenis heen. Zo komen thema’s voorbij als de deportatie van Joden tijdens de Tweede Wereldoorlog (On a train with human cargo in 2.1) en de gevaren van de atoombom.
De stijl van Phideaux op dit album is als het ware een lappendeken van stijlen, die op zichzelf weer een nieuwe stijl vormen. Een soort polystilisme binnen de popmuziek. De openingstrack heeft wat weg van Strawbs, vervolgens gaan de dames zingen in een renaissance/ Mostly Autumn-achtige stijl. Later komen vroege Genesis en Camel voorbij (tracks 9 en 12). Door het gekozen instrumentarium met soms vioolachtige klanken doet de groep ook wel aan Kansas denken.
Het conceptalbum laat daarbij een suite horen, waarbij thema het gehele album terugkomen.

## Musici
- Ariel Farber : viool, zang
- Valerie Gracious, Linda Ruttan-Moldawsky: zang
- Molly Ruttan: zang, percussie (en grafische productie)
- Rich Hutchins: slagwerk, zang
- Matthew Kennedy: basgitaar, zang
- Gabriel Moffat: gitaar (mix en mastering)
- Mark Sherkus: toetsinstrumenten, gitaar
- Johnny Unicorn: toetsinstrumenten, saxofoon, zang
- Phideaux Xavier: zang, piano, gitaar
- Linda verzorgde ook de hoes en het boekwerkje

## Composities
1. DORMOUSE ENSNARED
  1. Dormouse - A Theme (1:05)

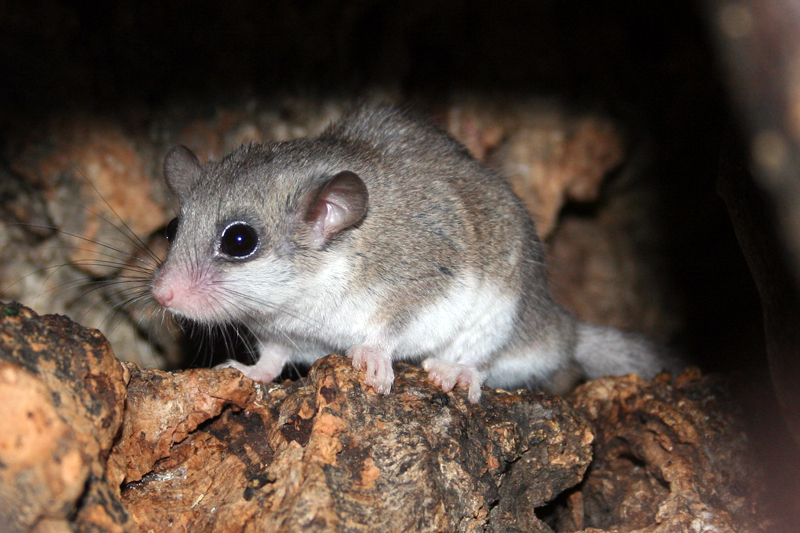
Slaapmuis

  2. Waiting for the Axe to Fall (6:12)
  3. Hive Mind (4:00)
  4. The Claws of a Crayfish (5:40)
  5. My Sleeping Slave (3:27)
2. DORMOUSE ESCAPES
  1. Darkness at Noon (1:50)
  2. Prequiem (2:10)
  3. Gift of the Flame (6:10)
  4. Interview with a Dormouse (1:10)
  5. Thermonuclear Cheese (2:10)
  6. The Search for Terrestrial Life (5:30)
  7. A Fistful of Fortitude (2:44)
3. THREE: DORMOUSE ENLIGHTENED
  1. Love Theme from "Number Seven" (7:30)
  2. Storia Senti (6:50)
  3. Infinite Supply (5:05)
  4. Dormouse - An End (2:00)

Het album kondigde de opvolger al aan.